# Дескабесадо-Гранде

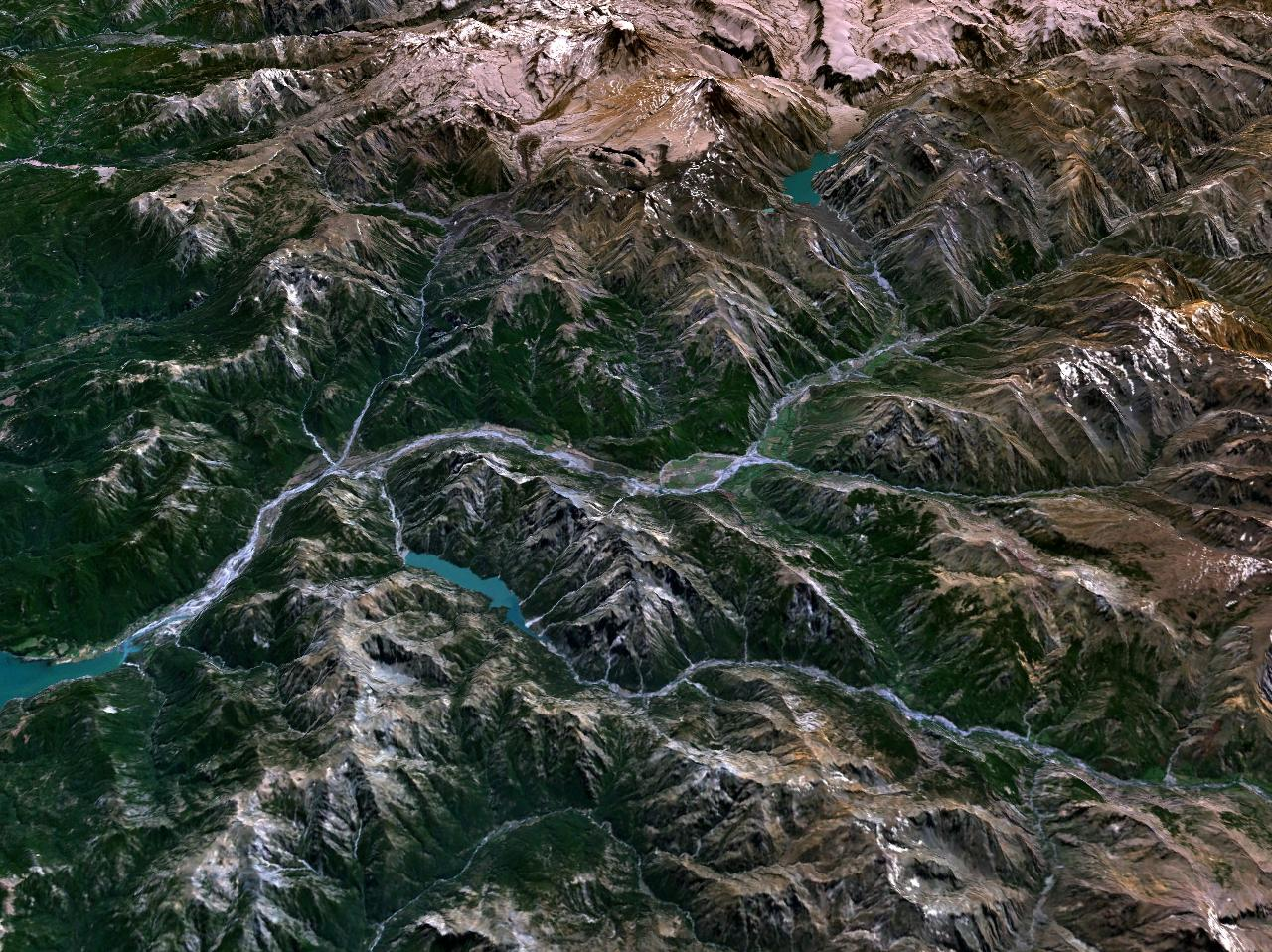
Дескабесадо-Гранде (космический снимок NASA)

 Дескабесадо-Гранде (исп. Volcán Descabezado Grande) — активный вулкан в Андах на территории Чили.

## География
Вулкан расположен в коммуне Сан-Клементе провинции Талька области Мауле. Образовался в позднем плейстоцене. Относится к стратовулканам, сложен преимущественно андезитами и риодацитами. Высота 3953 метров. Вулкан увенчан заполненной льдом кальдерой шириной 1,4 километра. Меньший кратер шириной около 500 метров находится в северо-восточной части кальдеры, и имеет активные фумаролы. Вулкан получил название из-за своей плоской вершины (испанское слово descabezado означает «безголовый»).
Также как и лежащий в 7 километрах к югу вулкан Серро-Асул высотой 3788 метров, вулкан Дескабесадо-Гранде расположен в центре вулканического поля размером 20 на 30 км.
Последнее извержение вулкана наблюдалось в июне 1933 года, последняя сейсмическая активность — в марте 2013 года.